# Campionati europei di ginnastica artistica 2011 - Corpo libero femminile
La finale del corpo libero femminile si è svolta il 10 aprile 2011, con inizio alle ore 15:45.

## Risultati
| Pos.    | Ginnasta              | Nazione     | Punteggio di partenza | Punteggio della giuria | Penalità | Totale |
| ------- | --------------------- | ----------- | --------------------- | ---------------------- | -------- | ------ |
| Oro     | Sandra Izbașa         | Romania     | 5,800                 | 8,700                  | -        | 14,500 |
| Argento | Diana Chelaru         | Romania     | 5,900                 | 8,575                  | -        | 14,475 |
| Bronzo  | Julija Belokobylskaja | Russia      | 5,900                 | 8,550                  | -        | 14,450 |
| 4       | Elizabeth Tweddle     | Regno Unito | 6,000                 | 8,300                  | -        | 14,300 |
| 5       | Julie Croket          | Belgio      | 5,600                 | 8,675                  | -        | 14,275 |
| 6       | Carlotta Ferlito      | Italia      | 5,500                 | 8,550                  | -        | 14,050 |
| 7       | Anna Dement'eva       | Russia      | 5,700                 | 8,250                  | -        | 13,950 |
| 8       | Tünde Csillag         | Ungheria    | 5,300                 | 7,950                  | 0,1      | 13,150 |